# Aek Phnum
Aek Phnum es uno de los trece distritos que forman la provincia camboyana de Battambang, con una población estimada en marzo de 2008 de 68 276 habitantes. Está dividido en las siguientes  comunas (khum), que se muestran asimismo con población estimada de 2008:
- Kaoh Chiveang 10,225
- Peam Aek 13,721
- Preaek Khpob 7,639
- Preaek Luong 8,217
- Preaek Norint 12,933
- Prey Chas 4,456
- Samraong Knong 11,085[1]